# براين جرازير
براين جرازير (بالإنجليزية: Brian Grazer)‏ منتج أفلام وتلفزيون أمريكي من مواليد 12 يوليو 1951م حاصل على جائزة الأوسكار لأفضل فيلم عام 2001م بفيلم عقل جميل. كما حصل على جائزة الإيمي ثلاث مرات عام 1998م لأفضل مسلسل قصير عن مسلسل من الأرض إلى القمر وعام 2004 لأفضل عمل كوميدي عن مسلسل تطوير المعتقل وعام 2006م لأفضل عمل درامي عن مسلسل 24.

## مواقع خارجية
- براين جرازير على موقع IMDb (الإنجليزية)
- براين جرازير على موقع ألو سيني (الفرنسية)
- براين جرازير على موقع ميوزك برينز (الإنجليزية)
- براين جرازير على موقع أول موفي (الإنجليزية)
- براين جرازير على موقع بوكس أوفيس موجو (الإنجليزية)
- براين جرازير على موقع قاعدة بيانات الأفلام السويدية (السويدية)
- براين جرازير على موقع إن إن دي بي (الإنجليزية)
- براين جرازير على موقع ديسكوغز (الإنجليزية)
- براين جرازير على موقع قاعدة بيانات الفيلم (الإنجليزية)
- براين جرازير على موقع كينوبويسك (الروسية)